# Edward M. Liddy
Edward M. Liddy foi um chefe executivo da empresa americana American International Group.